# 兹德涅克·费林格
兹德涅克·费林格（捷克語：Zdeněk Fierlinger，1891年7月11日—1976年5月2日），捷克斯洛伐克外交官及政治人物。捷克斯洛伐克共产党领导人之一。他曾参加过一战，并以排长身份参加了兹博罗夫战役。1944年至1946年間曾擔任捷克斯洛伐克流亡政府總理，1948年至1953年間擔任捷克斯洛伐克副总理。1951年至1953年他担任国家宗教事务办公室主任，1953年10月15日至1964年6月23日任国民议会主席，负责国家事务。此外，他一直是中央委员会的成员，直至1966年。